# Bob C. Riley
Bob Cowley Riley, né le 18 septembre 1924 à Little Rock (Arkansas) et mort le 16 février 1994 à Arkadelphia (Arkansas), est un homme politique démocrate américain. Il est gouverneur de l'Arkansas par intérim en 1975 en tant que lieutenant-gouverneur de l'État.

## Sources
- (en) Cet article est partiellement ou en totalité issu de l’article de Wikipédia en anglais intitulé « Joe Purcell » (voir la liste des auteurs).